# اکسازین‌ها

8 ایزومر موجود برای اکسازین‌ها

اگزازین‌ها(به انگلیسی: Oxazines) ترکیبات هتروسیکلیک حاوی یک اتم اکسیژن و یک اتم نیتروژن در یک حلقه شش عضوی غیر اشباع و دارای دو پیوند دوگانه هستند. ایزومرهای این دسته ترکیبات بسته به موقعیت نسبی ناجوراتم ها و موقعیت نسبی پیوندهای دوتایی تعیین می شود.